# Woodlawn (contea di Carroll, Virginia)
Woodlawn è un census-designated place (CDP) degli Stati Uniti d'America, situato nello stato della Virginia, nella contea di Carroll.